# 봉일천고등학교
봉일천고등학교(奉日川高等學校)는 대한민국 경기도 파주시 조리읍 봉일천리에 있는 공립 고등학교이다.

## 학교 연혁
- 2006년 5월 4일 : 일산 에듀피아 사업 시행자 지정(BTL 사업)
- 2006년 7월 18일 : 봉일천고등학교 공사 착공
- 2007년 1월 8일 : 학교 설립인가(8학급)
- 2007년 3월 6일 : 봉일천고등학교 개교(초대 임봉규 교장 취임)
- 2007년 3월 6일 : 2007학년도 신입생 278명(8학급) 입학
- 2010년 2월 10일 : 제1회 졸업 (남 148명, 여 116명 계 264명)
- 2022년 3월 2일 : 제5대 양진석 교장 취임
- 2023년 12월 29일 : 제15회 졸업(남 116명, 여 114명 계 230명, 연 4,746명)
- 2024년 3월 4일 : 2024학년도 신입생 275명(10학급) 입학

## 참고 자료
- 봉일천고등학교 - 한국교육학술정보원 학교알리미